# Bălți
Pour les articles homonymes, voir Balti.
Bălți (prononcé : /ˈbəltsʲ/ ; en russe : Бельцы, Beltsi ; en ukrainien : Бєльці, Bel'tsi) est une ville de Moldavie. Bălți est l'une des cinq municipalités du pays, la deuxième plus grande ville en surface et importance économique (après Chișinău) et la troisième plus grande ville en population (après Chișinău et Tiraspol). En 2014, sa population était de 102 457 habitants.

## Géographie
Souvent appelée « la capitale du Nord », Bălți est le centre d'affaires, culturel et industriel, ainsi que la plus importante plate-forme de correspondance de transport de la région du nord de la Moldavie. La ville se situe à 127 km de Chișinău, sur la rivière Răut (parfois écrit Reut), un affluent du Dniestr dont la vallée entaille le plateau de Bălți, formant un terrain vallonné couvert de bocages et de forêts déjà mentionnées au Moyen Âge mais qui depuis a été en grande partie déboisé.

## Toponymie
Le mot roumain « bălți » signifie « étangs » (au singulier : baltă) et vient des marais du Răut, mais peut aussi signifier « mares » ou « flaques ».

## Emblèmes
Les drapeau et blason actuels de Bălți ont été validés par le conseil municipal en 2006. Ils ont été dessinés par Silviu Tabac, membre de la Commission d'État pour l'héraldique.

### Blason
Le blason médiéval représentant un étalon sur fond de gueules (rouge) évoquait l'ancienne foire aux chevaux.
L'écu actuel présente douze fasces alternativement argent (blanc) et azur (bleu). L'argent symbolise la terre et l'azur l'eau. La combinaison de ces deux couleurs symbolise le nom moldave de la ville, qui signifie « étangs ». Un archer en armure moldave de l'époque d'Étienne le Grand a été emprunté au blason de Bălți de 1930, dans lequel il symbolisait, selon les documents officiels, « l'ancienne garde militaire et les combats dans cette région de Moldavie ». Les vêtements de l'archer sont de gueules, alors que l'équipement militaire est d'or (jaune).
Au-dessus de l'écusson est placée un rempart d'argent formant une couronne avec sept tours. Cet élément indique que le statut de cité que Bălți a eu au temps de la principauté de Moldavie. Le nombre de tours indique l'importance de la localité. À part Bălți, seulement deux autres villes en Moldavie ont le droit d'arborer une couronne à sept tours : Chișinău et Tiraspol (mais cette dernière, aux mains des séparatistes transnistriens, ne s'en sert pas). D'autres villes moldaves arborent une couronne formée de trois à cinq tours.
L'écu est soutenu par deux chevaux argentés se cabrant, en souvenir du blason médiéval. Au-dessous de l'écu est attachée un phylactère avec la devise en latin Cedant arma togae (« que les armes cèdent place à la toge » - à la négociation), évoquant la bonne cohabitation des ethnies dans la ville. Les deux communes associées à la communauté urbaine de Bălți ont des noms bilingues : Elizabeta/Elisavetovka et Sadu/Sadovoïe.

### Drapeau
Le drapeau est une combinaison de deux bandes horizontales de deux couleurs: argentée (supérieure) et bleue (inférieure). L'élément principal se trouve au centre du drapeau - l'écusson avec un archer.

## Histoire
Bălți était initialement un village du « ținut » (comté) de Dorohoi en Principauté de Moldavie, connu pour sa grande foire annuelle aux chevaux. En 1421, l'épouse du voïvode de Moldavie Alexandre le Bon, Ringalia de Mazovie, sœur du roi polonais Ladislas II Jagellon (de la dynastie lituaniene), fonda ici une cité autour de la foire aux chevaux.
En 1469, attirés par la prospérité de la nouvelle cité, des Tatars de Crimée menés par le khan Mengli Ier Giray, pillent et brûlent la ville avant d'être défaits et obligés de libérer les Baltéens emmenés en esclavage, lors de la bataille de Lipnic (ro) (à 100 km au nord), victoire qui fait du voïvode moldave Étienne le Grand un héros.
Bălți s'est ensuite relevée de ses ruines et elle est restée essentiellement une foire aux bestiaux et un grand marché agricole. Plus tard la cité fut rattachée au « ținut » de Jassy, capitale de la Moldavie à partir de 1574.
En 1812 elle fut rattachée à l'Empire russe par le Traité de Bucarest. Vers 1860 elle est reliée par chemin de fer à Jassy et Chișinău. Sous la République démocratique moldave (1917-1918), le royaume de Roumanie (1918-1940 et 1941-1944) et la république de Moldavie (période de 1998 à 2001) elle est le chef-lieu d'un « județ » (département). Durant la période soviétique (1940-1941 et 1944-1991) et la république de Moldavie (périodes de 1991 à 1997 et depuis 2002) elle est le chef-lieu d'un « raion » (arrondissement) et en même temps une municipalité.
Bălți s'est industrialisée durant l'ère soviétique et a aussi beaucoup grandi, accueillant des citoyens venus de toute l'Union et devenant une ville moderne et multiethnique où le russe est autant parlé que le moldave/roumain des autochtones.

## Organisation administrative

### Statut
Bălți est l'une des 5 municipalités du pays. Elle compte 8 arrondissements. La communauté urbaine de Bălți comporte deux communes associées et forme une unité territoriale et administrative autonome, séparée des raions environnants.
Les organes du pouvoir de la municipalité sont le Conseil municipal composé de 35 conseillers et par le maire, élus pour une durée de quatre ans.
En 2016, la majorité de sièges est occupée par le tandem PSRM-PCRM (communistes-socialistes pro-russes) avec 22 sièges, tandis que l'opposition municipale (en roumain : Meleag, en russe : Край) compte 3 sièges pour le PPCDRM (pro-européen), 3 pour la coalition « Notre Moldavie », 2 pour le Parti républicain populaire, 2 pour l'Union centriste, 1 pour le Parti démocrate et 1 pour le Parti social-démocrate.
Le maire du municipe est également élu pour une durée de quatre ans. À partir de 2001 ce poste a été occupé par Vasile Panciuc qui a été réélu à trois reprises : en 2003 lors des élections anticipées (à cause de la réforme territoriale et administrative), en 2007 et en 2011.

## Politique
| Identité                             | Période          | Période          | Durée                     |
| Identité                             | Début            | Fin              | Durée                     |
| ------------------------------------ | ---------------- | ---------------- | ------------------------- |
| Anatoli Guharac (d)                  | 1973             | 1976             | 3 ans                     |
| Vasile Iovv (en) (né en 1942)        | 1976             | 1980             | 4 ans                     |
| Gheorghe Gusac (d) (1940 - 2014)     | 1980             | 1985             | 5 ans                     |
| Vladimir Molojen (d) (né en 1946)    | 1985             | 1987             | 2 ans                     |
| Victor Morev (d) (né en 1944)        | 1987             | 1990             | 3 ans                     |
| Vladimir Tonciuc (d) (né en 1952)    | 1990             | 1995             | 5 ans                     |
| Victor Morev (d) (né en 1944)        | 1995             | 2001             | 6 ans                     |
| Vasile Panciuc (d) (né en 1949)      | 2001             | 2011             | 10 ans                    |
| Vasile Panciuc (d) (né en 1949)      | 2011             | 2015             | 4 ans                     |
| Renato Usatîi (né en 1978)           | 2015             | 10 février 2018  | 3 ans                     |
| Nikolay Grigorishin (d) (né en 1971) | 10 février 2018  | 20 octobre 2019  | 1 an, 8 mois et 10 jours  |
| Renato Usatîi (né en 1978)           | 20 octobre 2019  | 2 septembre 2021 | 1 an, 10 mois et 13 jours |
| Nikolay Grigorishin (d) (né en 1971) | 24 décembre 2021 |                  |                           |
| Alexandr Petkov (en) (né en 1972)    | 2023             | En cours         | 2 ans                     |

## Population

### Démographie
Le recensement de 1897 est le premier recensement de la population dans l'Empire russe. En 1939, un autre recensement a lieu mais les données ne sont pas traitées à cause du début de la Seconde Guerre mondiale.
| Année | Bălți  | Elizaveta | Sadovoe | Total   |
| ----- | ------ | --------- | ------- | ------- |
| 2004  |        |           |         |         |
| 2014  | 97 930 | 3 221     | 1 306   | 102 457 |

En 1930, selon le recensement roumain, Bălți avait une population de 35 000 personnes, dont 20 000 étaient des Juifs, 10 000 des Roumains, et 5 000 des Ukrainiens et des Russes. Le département de Bălți était presque entièrement roumanophone. Pendant la Seconde Guerre mondiale, un quart des Roumains (les plus instruits, les prêtres, les professions libérales et ceux qui avaient été fonctionnaires de l'État roumain) ont été déportés vers le Kazakhstan durant la première période soviétique, et la quasi-totalité des Juifs ont quitté la ville, soit qu'ils aient tenté de fuir avec l'administration soviétique lors de l'attaque nazie contre l'URSS (mais la plupart ont été rattrapés), soit qu'ils aient été déportés par le régime Antonescu (le Pétain roumain) vers la Transnistrie où la plupart sont morts de privations.
Après la Seconde Guerre mondiale, pendant la seconde période soviétique, il y eut de nouvelles déportations de l'ancienne population roumanophone jusqu'en 1953 : par exemple, à partir du 6 juillet 1949 et jusqu'à la fin de l'année, des milliers de Moldaves ont été déportés vers la Sibérie au départ de la gare de Bălți-Slobozia dans le cadre de l'opération « Youg » (Sud en russe : « Юг ») délocalisant plus de douze mille familles moldaves, sans qu'elles soient accusées de quoi que ce soit, seulement au motif de combler les besoins de main d'œuvre de l'URSS. 
| Groupe ethnique | %    |
| --------------- | ---- |
| Moldaves        | 63,5 |
| Ukrainiens      | 18,5 |
| Russes          | 16,0 |
| Gagaouzes       | 1,5  |
| Roms            | 0,2  |
| Bulgares        | 0,2  |
| Autres          | 0,5  |

Pourtant, simultanément eut lieu une nombreuse immigration russophone venant de toute l'URSS, liée à la transformation de Bălți en un pôle industriel : il s'agissait, en fait, de russifier les peuples soviétiques en les mélangeant, comme les Romains avaient déjà procédé dans l'Antiquité. La majorité des juifs ayant survécu à la Shoah sont rentrés, soit un tiers de la population juive initiale. Vu leur niveau de formation, ils ont joué un rôle important dans la mise en place du pôle industriel. Une fois ce pôle en place, les habitants des campagnes environnantes se sont déplacés vers Bălți qui offrait de nouveaux emplois, faisant regrimper la proportion de roumanophones, désormais définis comme Moldaves. Vers la fin des années 1990, les Juifs avaient émigré en masse en Israël. La partie slavophone de la population (s'identifiant ethniquement comme Russes, Ukrainiens, mais également comme plus de 30 autres appartenances ethniques de l'ancien empire soviétique) forme à présent la moitié de la population, les Moldaves roumanophones représentant l'autre moitié.
Aujourd'hui, officiellement il y a les proportions suivantes : Moldaves 54 %, Russes 19 % et Ukrainiens 24 %, bien que les Ukrainiens parlent souvent russe, ou un mélange de russe et d'ukrainien en tant que langue maternelle.
Aujourd'hui la quasi-totalité de la population de Bălți est trilingue (russe-roumain-ukrainien), même si beaucoup de personnes parlent l'autre langue à contrecœur, en raison des instrumentalisations politiques liées à la géopolitique régionale et à ses déclinaisons locales : la controverse identitaire moldave et la crise ukrainienne. Quelques Russes plus âgés, particulièrement ceux qui sont venus en Moldavie quand ils étaient déjà adultes et ont eu une carrière dans le système soviétique, peuvent parler seulement russe, même s'ils comprennent plus ou moins le roumain. Les plus jeunes Moldaves, instruits après 1991, parlent principalement roumain mais comprennent/parlent aussi le russe et l'ukrainien.

## Économie

### Aéroports
La ville de Bălți a deux aéroports, dont un international, capable de recevoir des gros porteurs de presque tous types.
L'aéroport international de Bălți-Leadoveni se trouve à quelques kilomètres de Bălți, à 10 minutes d'autoroute. Il n'est pas actuellement desservi par les compagnies aériennes régulières, seuls les vols charter ou cargo sont effectués. Avant la disparition de l'Union soviétique l'aéroport international Leadoveni était le hub de la filiale moldave de la compagnie soviétique Aeroflot, devenue après Air Moldova, proposant des vols réguliers pour une vingtaine de destinations, comme Moscou, Sotchi, Kiev.
L'aéroport Bălți-Ville, le second aéroport, est surtout utilisé dans le domaine de l'agriculture et comme héliport, pour des vols locaux. Il sert de  base pour de nombreux petits avions et les hélicoptères. Le second aéroport se trouve dans la ville de Bălți même.

### Gares
- Gare de Bălți-Slobozia
- Gare de Bălți-Ville

## Culture

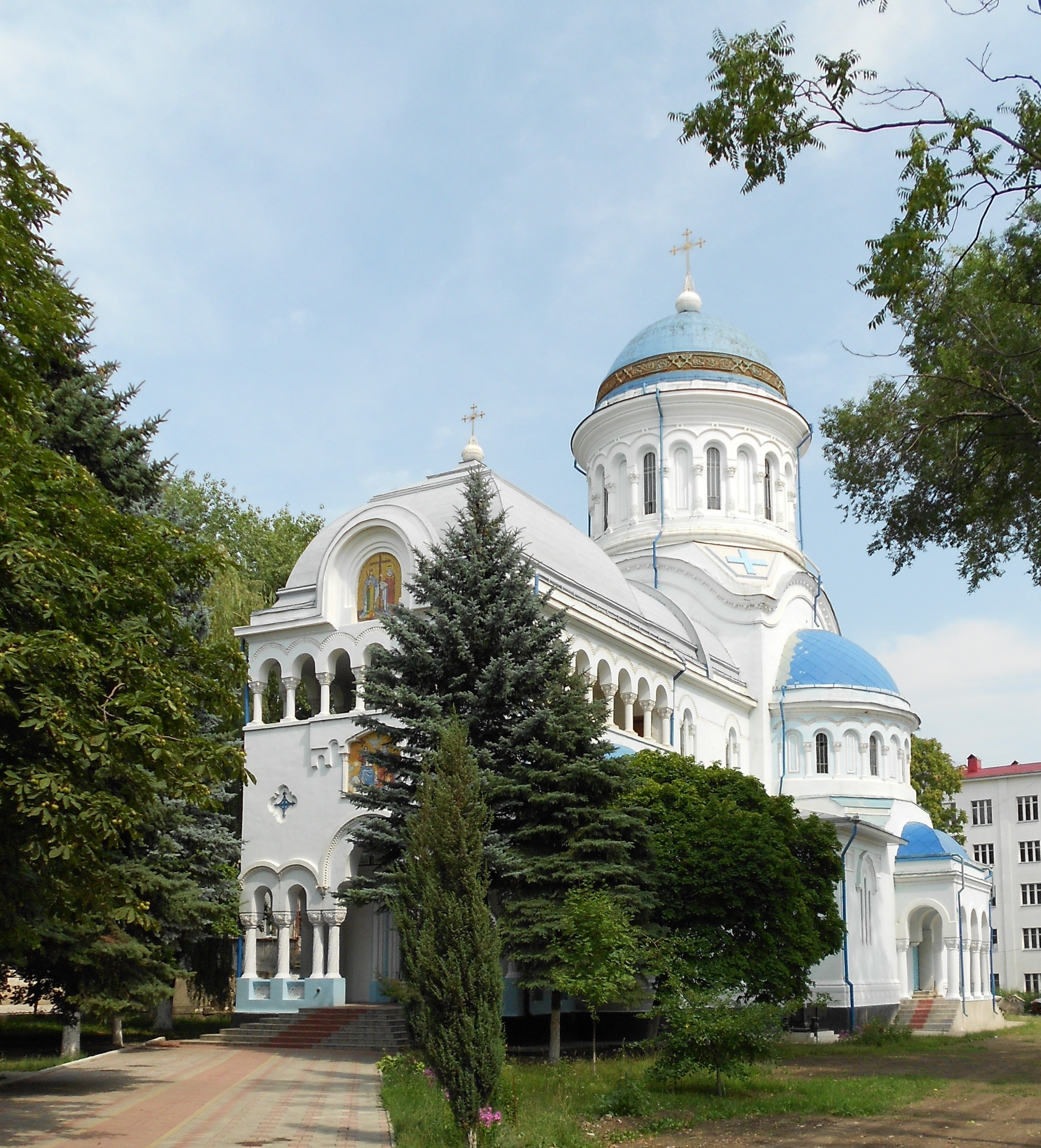
La cathédrale de Saint-Constantin-et-Sainte-Hélène.

### Musées
- Musée régional d'histoire et d'ethnographie
- Pinacothèque municipale

### Bibliothèques
- Bibliothèque municipale
- Bibliothèque de l'université d'État de Bălți « Alecu Russo » (l'une des plus grandes en Europe du Sud-Est)
- Bibliothèque et phonothèque du Palais de la culture et des congrès municipal

### Théâtres et salles de spectacle
- Théâtre national « Vasile Alecsandri »
- Le Palais de la culture et des congrès municipal
- Le Palais de la culture et des congrès de l'usine Răut
- Le Palais de la culture et des congrès « Flacăra » 8e arrondissement)
- Le Palais de la culture et des congrès « Molodovo »

### Cinéma
« Patria », salle de cinéma avec 600 places qui est la 3e plus grande salle de cinéma dans l'ex-URSS se trouve en plein centre-ville, sur la place Vasile Alecsandri. Elle joue également le rôle de centre de divertissements du centre commercial de la ville.

### Cafés, restaurants et hôtels
Le restaurant « Plovdiv », complètement rénové, du nom de la ville bulgare homonyme, propose de la cuisine européenne, russe et traditionnelle et se trouve au bord du lac central de Bălți. Le restaurant « Nistru » propose de la cuisine traditionnelle sur deux étages et se trouve en centre-ville sur la promenade Independenței (de l'indépendance). Le restaurant « Țărăncuța » a une architecture traditionnelle et des spécialités moldaves. « Țărăncuța » se trouve au bord du 6e arrondissement de Bălți et est accessible avec les lignes de trolleybus 2 et 3.
- hôtel « Bălți » (en plein centre-ville), près du parc d'attractions municipal « Andrieș »
- hôtel « Lido » (arrondissement "Dacia")
- café de l'hôtel « Bălți » (style soviétique des années 1970-1980)

### Festivités et événements
- Festival international annuel de la chanson Barza albă (« La Cigogne blanche »).

## Enseignement

### Enseignement primaire et secondaire
- 23 écoles (lycées) et 36 institutions préscolaires

Il y a six écoles avec enseignement en roumain et 9 en russe.
Le 1er septembre 2008, Bălți a été la première ville de Moldavie dans laquelle la langue roumaine a été à nouveau, comme à l'époque soviétique, nommée Moldave, malgré les grèves et protestations des professeurs.

### Enseignement supérieur
- L'université d'État de Bălți « Alecu Russo »
- L'institut de Dniestr spécialisé en droit et économie
- La filiale de Bălți de l'Institut baltique spécialisé en économie, politique et droit
- Le centre de formation de Bălți de la filiale moldave de l'institut de l'Académie moderne philologique
- Collège pédagogique « Ion Creangă »
- Collège polytechnique
- Collège médical
- Collège artistique-musical
- Collège technique ferroviaire
- Collège spécialisé dans l'industrie légère

## Cultes

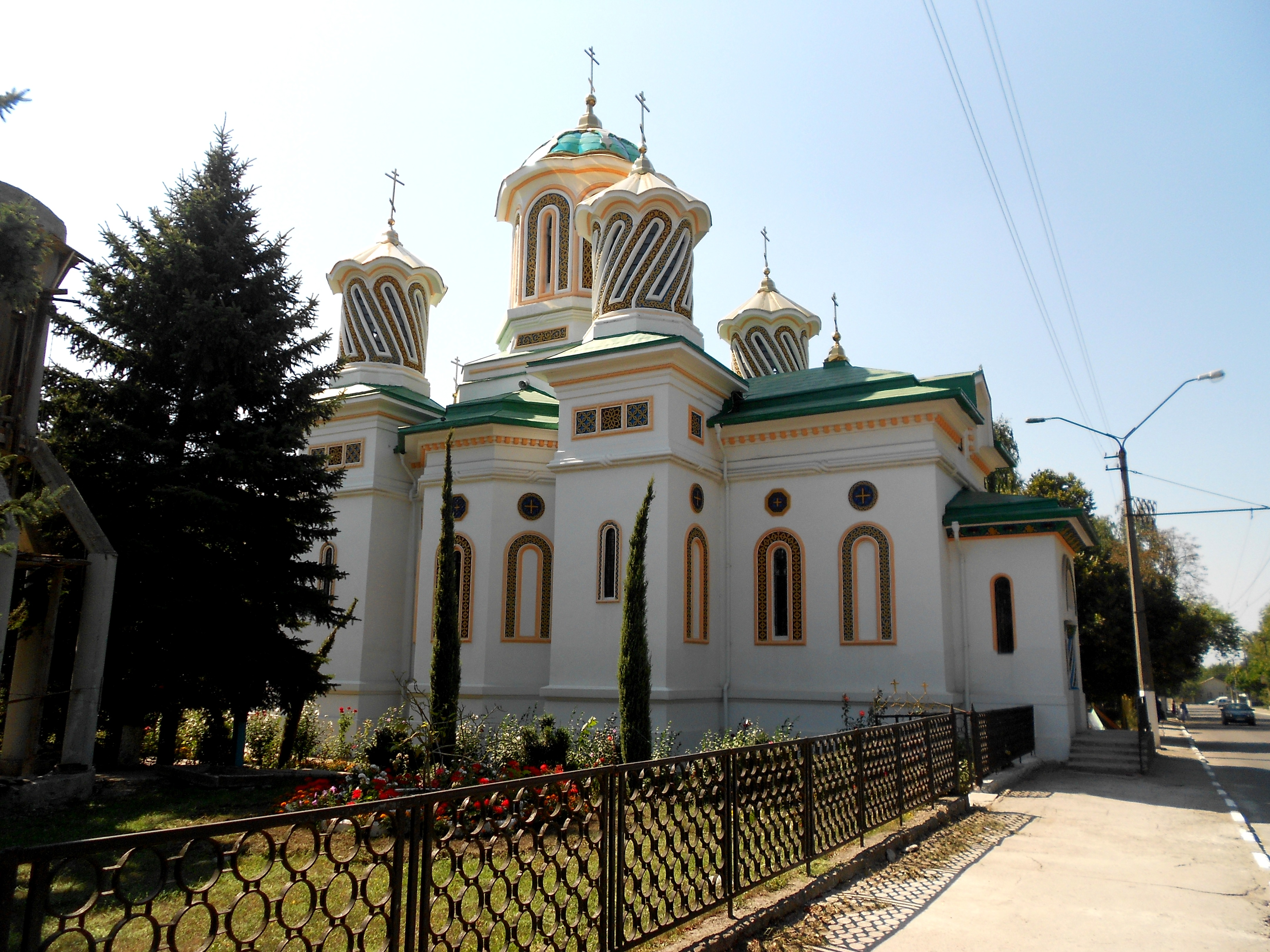
L'église orthodoxe Sainte-Parascève de Bălți

La répartition des convictions est: orthodoxes — 110 961, baptistes — 2 609, catholiques — 990, adventistes du septième jour — 576, pentecôtistes — 487, évangéliques réformés— 296, évangéliques — 166, musulmans — 106, évangéliques de confession — 77, orthodoxes vieux-croyants — 47, réformés — 44, autres religions — 2 161; athées — 544 personnes, sans religion — 3 304, ont refusé de déclarer leur religion — 5 193.

## Personnalités de la ville
- Boris Anisfeld (1878-1973), peintre
- Sergueï Axionov (1972-), personnalité politique russe de Crimée
- Yanina Baïkalov (médecin émérite de la république de Moldavie, fondatrice du Service des urgences de Bălți)
- Gheorghe Briceag (le septième titulaire du titre Homo Homing du monde)
- Eugen Coșeriu (philologue romaniste)
- Lia van Leer
- Marian Lupu (président du parlement de Moldavie)
- Colea Răutu (acteur)
- Vadim Vakartchouk (haltérophile, champion du monde en 1997)
- Mihai Volontir (acteur)
- André Ciganer, père de Cécilia Attias.
- Natalia Barbu, chanteuse.
- Boris Sandler, écrivain.

## Relations internationales

### Jumelages
Bălți est jumelée avec :
- Miercurea-Ciuc (Roumanie) depuis 1993
- Suceava (Roumanie)
- Botoșani (Roumanie)
- Comrat (Moldavie)
- Narva (Estonie)
- Arad (Israël)
- Daugavpils (Lettonie)
- Kaunas (Lituanie)
- Stryï (Ukraine) depuis 1980
- Khmelnytskyï (Ukraine) depuis 1997
- Mohyliv-Podilskyï (Ukraine)
- Vinnytsia (Ukraine)
- Tchernivtsi (Ukraine)
- Larissa (Grèce) depuis 1986
- Miliès (el) (Grèce) depuis 2006
- Smolyan (Bulgarie) depuis 1985
- Gyula (Hongrie) depuis 1995
- Vitebsk (Biélorussie) depuis 2002
- Orcha (Biélorussie) depuis 1996
- Polotsk (Biélorussie)
- Retchytsa (Biélorussie)
- Płock (Pologne)
- Białystok (Pologne)
- Podolsk (Russie)
- Zapadnoïe Degounino (Russie)
- Nijni Novgorod (Russie)
- Stará Ľubovňa (Slovaquie)
- Izmir (Turquie) depuis 1997
- Wuzhong (Chine)
- Jining (Chine)
- Kaesŏng (Corée du Nord) depuis 1997
- Lakeland (États-Unis) depuis 1997

### Consulats
- Consulat d'Ukraine (Adresse : rue Kiev, 143)
- Consulat de Roumanie Adresse : rue Sfântul Nicolae, 51